# Russ Critchfield
Russell Dean "Russ" Critchfield (Salinas, California, 27 de junio de 1946) es un exjugador de baloncesto estadounidense que disputó una temporada en la ABA. Con 1,78 metros de estatura, jugaba en la posición de base. Actualmente es el entrenador del Butte College.

## Trayectoria deportiva

### Universidad
Jugó tres temporadas con los Golden Bears de la Universidad de California, Berkeley, en las que promedió 19,4 puntos y 2,2 rebotes por partido. Fue elegido mejor jugador de su equipo las tres temporadas, e incluido en el segundo mejor quinteto de la AAWU en 1966 y en el primero los dos siguientes años.

### Profesional
Tras no ser elegido en el Draft de la NBA de 1968, si lo fue en el Draft de la ABA, siendo seleccionado por los Oakland Oaks. Allí jugó una temporada como suplente de Larry Brown, en la que consiguieron ganar el campeonato, al imponerse en las finales a los Indiana Pacers. Critchfield promedió esa temporada 3,4 puntos y 1,1 asistencias por partido.

### Entrenador
Tras retirarse como jugador, ejerció como entrenador primero en institutos, para más adelante ejercer durante 16 años como entrenador asistente en diversas universidades de la División I de la NCAA como San Diego State, Saint Mary's College, Washington o su propia alma mater. Desde 1998 ocupa el banquillo como entrenador principal en el Butte College, un junior college situado en Oroville (California).

## Estadísticas de su carrera en la ABA

### Temporada regular
| Temporada | Edad | Equipo       | Liga | Pos. | P  | TIT | MIN | TC  | TCA | %TC  | 3P  | 3PA | %3P  | 2P  | 2PA | %2P  | TL  | TLA | %TL  | R.OF. | R.DEF. | REB | ASIS | ROB | TAP | PER | FP  | PTS |
| 1968-69   | 22   | Oakland Oaks | ABA  | PG   | 47 |     | 9.3 | 1.1 | 3.1 | .361 | 0.0 | 0.1 | .000 | 1.1 | 3.1 | .368 | 1.2 | 1.8 | .655 | 0.2   | 0.4    | 0.6 | 1.1  |     |     | 0.7 | 0.9 | 3.4 |
| Total     |      |              | ABA  |      | 47 |     | 9.3 | 1.1 | 3.1 | .361 | 0.0 | 0.1 | .000 | 1.1 | 3.1 | .368 | 1.2 | 1.8 | .655 | 0.2   | 0.4    | 0.6 | 1.1  |     |     | 0.7 | 0.9 | 3.4 |

### Playoffs
| Temporada | Edad | Equipo       | Liga | Pos. | P | TIT | MIN | TC  | TCA | %TC  | 3P  | 3PA | %3P | 2P  | 2PA | %2P  | TL  | TLA | %TL  | R.OF. | R.DEF. | REB | ASIS | ROB | TAP | PER | FP  | PTS |
| 1968-69 ❍ | 22   | Oakland Oaks | ABA  | PG   | 5 |     | 3.8 | 0.2 | 1.2 | .167 | 0.0 | 0.0 |     | 0.2 | 1.2 | .167 | 0.4 | 1.2 | .333 |       |        | 0.4 | 1.4  |     |     | 1.0 | 1.2 | 0.8 |
| Total     |      |              | ABA  |      | 5 |     | 3.8 | 0.2 | 1.2 | .167 | 0.0 | 0.0 |     | 0.2 | 1.2 | .167 | 0.4 | 1.2 | .333 |       |        | 0.4 | 1.4  |     |     | 1.0 | 1.2 | 0.8 |